# Cosmopelma decoratum
Cosmopelma decoratum är en spindelart som beskrevs av Simon 1889. Cosmopelma decoratum ingår i släktet Cosmopelma och familjen Barychelidae. Inga underarter finns listade i Catalogue of Life.